# Allan Ramsay (peintre)
Pour les articles homonymes, voir Allan Ramsay.
Allan Ramsay (Édimbourg, 13 octobre 1713 - Douvres, 10 août 1784), fils du poète Allan Ramsay, est le principal représentant de la génération de portraitistes anglais qui prépare l'époque classique de Joshua Reynolds et de Thomas Gainsborough.
Il se forme à Londres et termine sa formation à Rome et à Naples avec Francesco Solimena.
À son retour à Londres en 1738, son seul concurrent sérieux était Thomas Hudson, avec lequel il partageait un peintre de draperies, Joseph van Aken. En 1761, ce fut Ramsay, et non Reynolds, qui fut nommé peintre du roi. Ses portraits ultérieurs se caractérisent par leurs couleurs douces et leur élégance française.
Vers 1770, il abandonna la peinture pour se consacrer à la littérature.

## Œuvre
On lui doit entre autres le portrait du philosophe David Hume et celui de Jean-Jacques Rousseau ainsi que des portraits royaux.
- Miss Craigie, future Mrs. Reid, 1741, huile sur toile, 75 × 62 cm, Musée d'art de Denver[2]
- Thomas, 2e Baron Mansel de Margam avec ses demi-frères Blackwood et sa sœur, 1742, huile sur toile, 124 × 100 cm, Tate Britain, Londres[3]
- David Hume (1711-1776), historien et philosophe, 1766, huile sur toile, 76 × 63 cm, Galerie nationale d'Écosse[4]
- Jean-Jacques Rousseau (1712 - 1778), 1766, huile sur toile, 76 × 63 cm, Galerie nationale d'Écosse[5]

"
Miss Craigie (1741) Denver Art Museum).
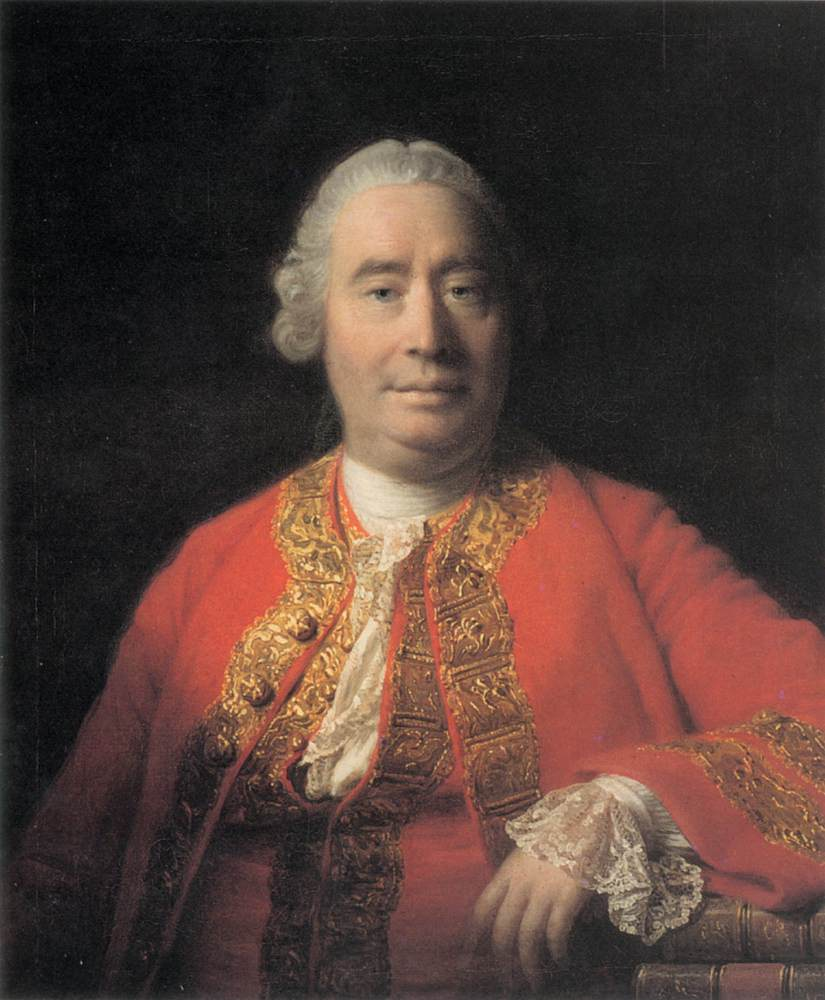
David Hume (1766) Edimbourg
Jean-Jacques Rousseau (1766) Edimbourg
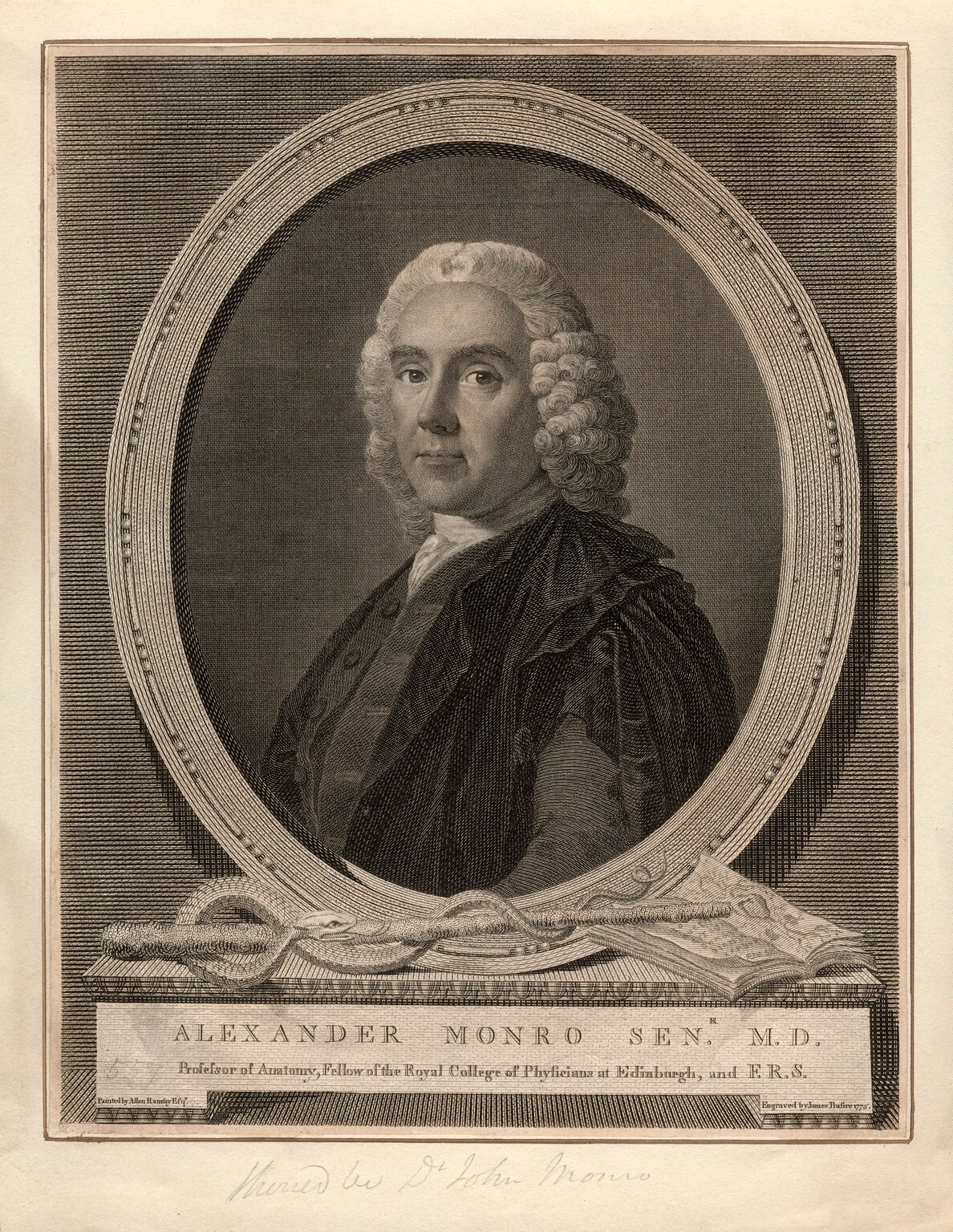
Alexander Monro père (1749).